# 51 (juego de naipes)
51, (La 51) es un juego de naipes de 2 a 6 jugadores jugado en Colombia, Argentina y otros países sudamericanos. Es un juego de la familia del Gin Rummy y se puede jugar con Baraja española o Francesa. El objetivo del mismo es formar combinaciones con las cartas (escaleras, ternas, etc.). El juego termina cuando un jugador quede sin cartas en las manos al haberlas logrado bajar a la mesa según la reglas, que pueden ser muy variadas aunque giran alrededor de los mismos principios.
Cuando el jugador baje el puntaje y queden cartas por bajar este debe esperar el turno siguiente para pegar alguna carta en el contricante.
Si tiene cartas para pegar cuando baje sus cartas y están comprometidas con las del contricantes. Deberá asumir el riesgo desarmar el juego. Para no tener que asumir una renuncia.
Si el jugador tiene para bajar su juego y queda con una sola carta. Y está comprometida. Con alguna persona que ya haya bajado su juego. Deberá esperar el siguiente turno para poder pegar la carta.

## Reglas básicas del juego

### Combinaciones
Las combinaciones en 51 son las básicas de los juegos propios del Póquer:
- Ternas (también llamadas tríos): Constan de tres cartas del mismo número pero con diferente pinta.
- Cuartas (también llamadas Poquer): Consta de cuatro cartas de igual figura o número pero con diferente pinta.
- Escaleras: cuatro o más cartas de figuras consecutivas según el orden A,

## Inicio del juego
Reglas del juego:Para jugar al 51 el jugador debe poner una carta más grande que la de la mesa el que tiene la carta más grande se lleva el máso.Gana el jugador con menos cartas.

## Turnos de juego
El primer jugador, quien comienza con cartas,15 cartas, ordena su juego y deja sobre la mesa la carta que considere menos útil para su mano, seguido de esto, el siguiente jugador, por derecha, toma una carta del mazo común en el centro de la mesa, ordena su juego a su conveniencia y deja una de las cartas en el centro junto con la arrojada por el jugador anterior, los turnos sucesivos siguen este orden, teniendo como norma tener un máximo de 14 cartas después de cada turno en la mano. Dependiendo de los acuerdos previos entre los jugadores, el turno puede empezar (tomar carta) antes de que el turno del jugador anterior haya terminado (descartar un naipe), pero nunca podrá empezar antes que el turno del jugador anterior, de suceder, esto será motivo de "renuncia". Un jugador solo podrá recoger una carta del montón de descarte para bajar juego en ese mismo turno, en tal caso, no robará una nueva carta del mazo común y el descarte también marcará el final de su turno de manera normal.

## Bajar el juego
El juego se llama 51 debido al propósito principal del mismo, el cual es "bajar" el juego de su mano a la mesa al tener armados un mínimo de 51 puntos, los puntos se "arman" sumando el valor de las cartas que los conforma, ya sea su número, o 10 puntos para cada letra, por ejemplo, la combinación 8-9-10-J-Q suma un valor total de 47 puntos y la combinación 3-3-3 un valor de 9 puntos en total. Las muchas variables del juego incluyen modalidades donde "el baje" mínimo es de 71 u 81 puntos o puede solicitar uno de estos números exactamente, sin la oportunidad de superarlos o bajar menos que estos en el primer baje.
Si no se es el primero en bajar su juego la regla general consiste en la necesidad de superar, no solo el límite inferior de 51 ( 71, 81, etc.) sino también el puntaje bajado por la persona inmediatamente anterior que bajó su juego, esto es, si el anterior jugador baja un total de 75 puntos, el siguiente jugador en bajarse deberá completar 76 puntos o más. Una vez más esta regla puede modificarse u obviarse a conveniencia.

### Reglas para bajar el juego
- En primer lugar se debe superar el puntaje base, o el del jugador anterior. Los Joker utilizados tomaran el valor de la carta reemplazada, Por ejemplo en la escalera A-2-Joker-4, el joker suma solo 3 puntos y en la combinación Joker-J-Q-K, suma 10.
- Las ternas y cuartas deben contener cartas de diferentes palos, sin repetir, esto es, en un juego 9-9-9 no puede haber dos 9 de tréboles (♣), por ejemplo. Y deberán bajarse en colores alternados, sin bajar dos cartas rojas o negras juntas, por ejemplo, una terna deberá bajarse negro- Rojo-Negro o Rojo-Negro-Rojo, estos últimos pueden verse y usarse como ♦-♣-♥ o ♥-♣-♦ indistintamente.
- Las escaleras pueden empezar, terminar, o contener un As en el medio (K-As-2-3, por ejemplo), y en cualquier caso, el As, sumará 10 puntos
- Una escalera deberá estar perfectamente ordenada en algún sentido , de izquierda a derecha o de derecha a izquierda y todos los naipes que la compongan deben ser del mismo palo.
- No se podrá bajar la persona que inicia el juego con 15 cartas en su primer turno, y solo podrá hacerlo a partir del segundo, el resto de jugadores podrá hacerlo en el momento que quieran incluido su primer turno y ganar si se da el caso en el mismo.
- Si el jugador se baja en un turno en que recogió una carta del montón de descarte, el jugador deberá bajar primero el juego en donde acomodó dicha carta, si el jugador no la utiliza o la pega en otro juego, no podrá hacerlo intermitentemente, es decir, recoger una carta, colocar primero una de su juego y posteriormente la recogida, de no baja primero dicho juego, el baje será inválido y aplicará como renuncia al juego. Se puede jugar en escalera de (J-Q-K-A-2-3...)
- Al momento de bajar el juego se podrá hacer en cualquier orden, siempre y cuando se tenga el puntaje mínimo requerido y no sea con una carta tomada del montón de descarte, en este caso se debe bajar primero la terna, cuarteto o escalera en la que haya incluido dicha carta

### Cartas "pegue"
Después de haber bajado juego uno o más jugadores de la mesa, se podrá añadir cartas a los juegos ya bajados, siempre que la persona que las añada haya también bajado su juego, si en la bajada el jugador tiene pegues los valores de las mismas serán sumados en las bajadas, las cartas que pudieran añadirse a los juegos en la mesa son las que se combinen como continuación de una escalera, o la carta faltante de alguna terna, esto es, por ejemplo, en las combinaciones A(♣)-2(♣)-3(♣) o J(♦)-J(♣)-J(♥) se consideran "Pegues" las cartas K(♣) y 4(♣) o J(♠) respectivamente. El jugar después de que se bajee puede bajarse con cualquier terna que tenga hasta que quede sin cartas

### "Renunciar" al juego
Se considerará una renuncia al juego cualquier infracción a las reglas de "baje" anteriormente expuestas, sea accidental o voluntaria, y cualquier infracción a las reglas siguientes:
- Tomar carta del mazo común o el montón de descarte cuando el turno no corresponde al jugador.
- Descartar una carta "Pegue", o pegarla a un juego sin haberse bajado, o sin que la carta coincida; Pegar una carta en su juego en el mismo turno en que lo haya bajado, recoger una carta del montón de descarte para pegarla o pegar una carta y bajar juego después de eso en el mismo turno también será motivo de renuncia.
- Bajar "15 cartas", esto es, terminar sin cartas en la mano, pero sin una que descartar para terminar el turno. Esta regla es excluida por algunas personas en pro de hacer el juego más fácil.
- Ser sorprendido con más o menos cartas de las que se deba tener: contando las cartas en mano, el baje y los pegues realizados un jugador no deberá tener más ni menos de las 14 cartas a menos que esté en su turno y no haya "descartado", en cuyo caso deberá tener 15.
- Descartar antes de recoger carta, ya sea del mazo común o el de descarte.
- No darse cuenta de la renuncia de un jugador antes de terminar su turno inmediatamente posterior a dicha renuncia, en este caso, renunciaran todos aquellos que no noten o no mencionen la falta, y seguirán en juego los que no hayan tenido turno y el que haya descubierto y mencionado la infracción. Si ninguno de los jugadores lo nota y el turno regresa al primer infractor, el juego seguirá de forma regular y la mención de la falla no aplicará en adelante. Esta regla también es obviada en ocasiones para hacer el juego más amigable, en especial cuando no se está jugando con apuestas de dinero real.

En el caso de cometer alguna de estas faltas, el castigo será la salida del jugador de la partida actual y en caso de estar apostando, el pago mayor acordado, el cual puede ser de las 14 cartas o superior.
Bajarse en el primer turno teniendo 15 cartas

## Otras consideraciones
- En caso de un jugador ser sancionado no se deberán de tirar las cartas ya puestas en la mesa
- Apostar dinero en 51: la modalidad más utilizada es el cobro por carta, aquí, el jugador que gane cobrara a los demás un valor acordado por cada carta con la que esacerla cualquier jugador de la mesa, a menos que por superstición u otros factores se decida lo contrario.
- A diferencia de otros juegos relacionados con el Rummy los Joker no podrán ser levantados de la mesa o reemplazados durante la partida, y su posición en el baje, como el de todas las cartas, será definitivo hasta que la partida finalice.
- ni es válido recoger del bote para completar pegues en tal caso es renuncia.

• Si el jugador ya se ha bajado, no podrá acomodarse sobre su mismo en la misma ronda.
- Datos: Q5652593